# Via Mala
Виа Мала или Виамала (на латински: Via Mala, Viamala, „veia mala“ = „лош път“) е древен римски път в кантон Граубюнден в Швейцария. Дълбокият пролом води от град Кур към проходите Шплюген и Сан Бернардино.
Скални рисунки и находки от бронзовата и желязната епохи от 1500 пр.н.е. сочат за път през Алпите в тази територия. От 13 век пътят се нарича „Виамала“.